# Saint-Araille
Saint-Araille là một xã ở tỉnh Haute-Garonne vùng Occitanie tây nam nước Pháp. Xã Saint-Araille nằm ở khu vực có độ cao trung bình 330 mét trên mực nước biển.